# Черенок (деревня)
Черенок — опустевший поселок в Чернском районе Тульской области в составе Липицкого сельского поселения.

## География
Находится в юго-западной части Тульской области на расстоянии приблизительно 26 км на восток-юго-восток по прямой от поселка Чернь, административного центра района.

## История
В 1926 году здесь было отмечено 18 дворов, в конце 1930-х годов — 19.

## Население
Постоянное население составляло 107 человек (1926 год), 0 как в 2002 году, так и в 2010.